# Sumua
Sumua – u Lakajajów wielki półbóg, twórca pożywienia, zwierząt rzeźnych, ognia i obrzędu valuku.